# Bernathonomus
Bernathonomus is een geslacht van vlinders van de familie spinneruilen (Erebidae), uit de onderfamilie Arctiinae.

## Soorten
- B. aureopuncta Rothschild, 1916
- B. minuta Fragoso, 1953
- B. ovuliger Seitz, 1922
- B. piperita Herrich-Schäffer, 1855
- B. punktata Reich., 1933